# Ижакевич, Иван Сидорович
Ива́н Си́дорович Ижаке́вич (укр. Іван Сидорович Їжакевич; 6 [18] января 1864, Вишнополь, Уманский уезд, Киевская губерния, Российская империя — 19 января 1962, Киев) — украинский художник, график, писатель. Народный художник УССР (1951). Отец композитора Михаила Ижакевича.

## Биография
Родился 18 января 1864 года в селе Вишнополь Уманского уезда Киевской губернии в бедной крестьянской семье.
В 1874 году в 10-летнем возрасте отправился в Киев, желая стать художником. Служил посыльным при монастыре; в 1879—1881 годах учился в художественной школе при Киево-Печерской лавре. Затем поступил в частную школу художника Н. И. Мурашко. В 1882—1884 го]ах участвовал в реставрации старинных фресок Кирилловского монастыря в Киеве.
С 1884 года учился в Санкт-Петербургской Академии художеств, за успехи был награждён серебряными медалями. В 1888 году из-за недостатка средств был вынужден покинуть Академию, работал учителем рисования в сельской школе.
Иллюстрировал периодические издания, на протяжении 29 лет сотрудничал с журналом «Нива». Через страницы массового и популярного в Российской империи издания знакомил широкие круги читателей с историей, литературой и бытом украинского народа.
Огромной удачей являлась его иллюстрация повести Квитки-Основьяненко «Пан Халявский» больше всего удались художнику портретные характеристики героев. Не прибегая ни к гротеску, ни к карикатурности, он создаёт остро сатирические образы типичных представителей старосветских помещиков. Целенаправленной характеристикой, комизмом ситуации, выразительностью графического мастерства пронизан весь цикл этих иллюстраций.
В 1905—1906 годах занимал должность художественного руководителя рисовальной школы в Киево-Печерской Лавре. В том же году расписал Свято-Покровскую церковь в Покровском монастыре. В рамках благотворительной акции 1910 года вместе с Фотием Красицким принял участие в выпуске киевским украинским издательством «Час», плаката с портретом и биографией «символа украинской нации» — Тараса Шевченко огромным тиражом в 100 000 экземпляров.
В 1911 году расписывал церковь Св. Георгия на казацких могилах в селе Пляшева возле местечка Берестечко на Волыни. В 1914—1915 годах расписывал нижний придел Екатерининского кафедрального собора в Екатеринодаре.
С 1917 года жил и работал в Киеве.
В послереволюционный период Ижакевич работал в книжной графике, монументальной и станковой живописи, писал портреты, исторические полотна и пейзажи. Автор иллюстраций к произведениям Н. В. Гоголя, Т. Г. Шевченко, Леси Украинки, И. Я. Франко, М. М. Коцюбинского, И. Л. Ле, Г. Ф. Квитки-Основьяненко и других. Член Ассоциации художников Красной Украины.
В период немецкой оккупации 1941—1943 годах находился в оккупированном Киеве, его произведения демонстрировались на художественных выставках. Во время войны и в послевоенный период участвовал в восстановлении церквей, открывшихся в Киеве в период пребывания города под управлением немецкой администрации, в частности, Макариевской церкви на Татарке и Покровской на Приорке.
За долгую 97-летнюю жизнь создал более двадцати тысяч работ, разошедшихся по всему миру.
В 1951 году Ижакевичу было присвоено звание народного художника УССР.
Умер 19 января 1962. Похоронен в Киеве на Байковом кладбище. Надгробный памятник — бронза, искусственный камень; скульптор И. П. Шаповал; установлен в 1964.

## Галерея

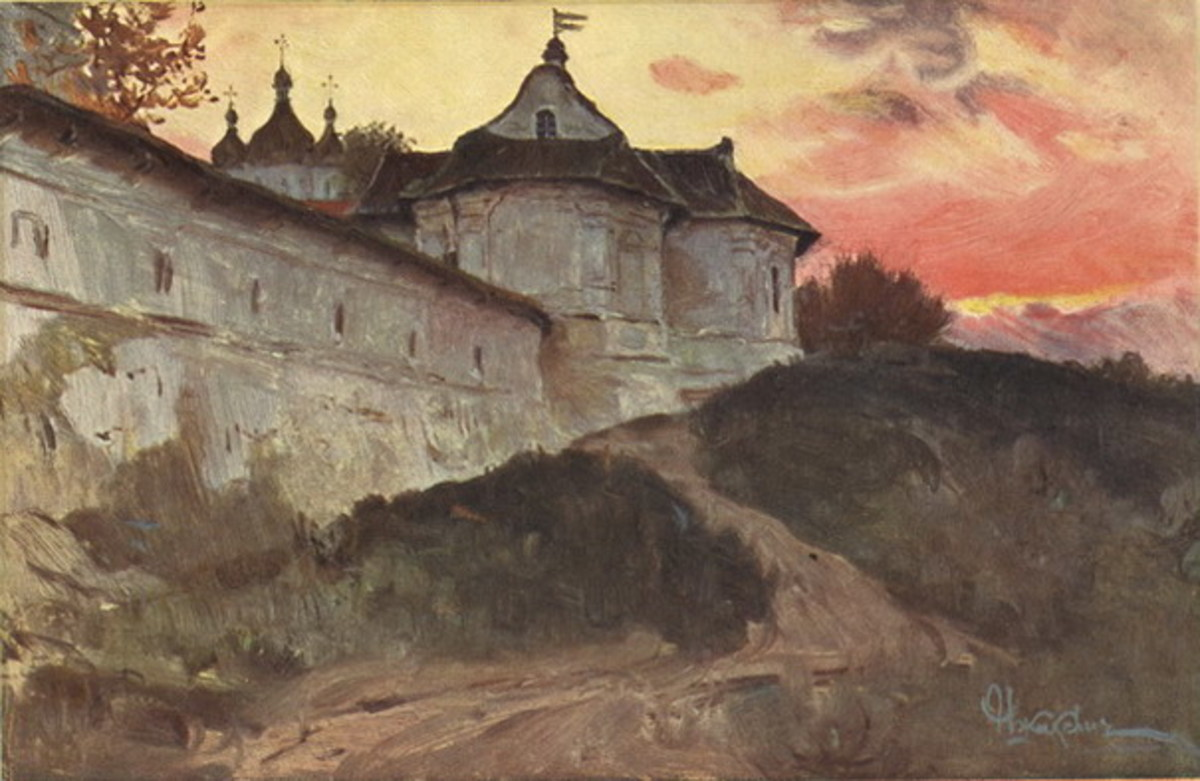
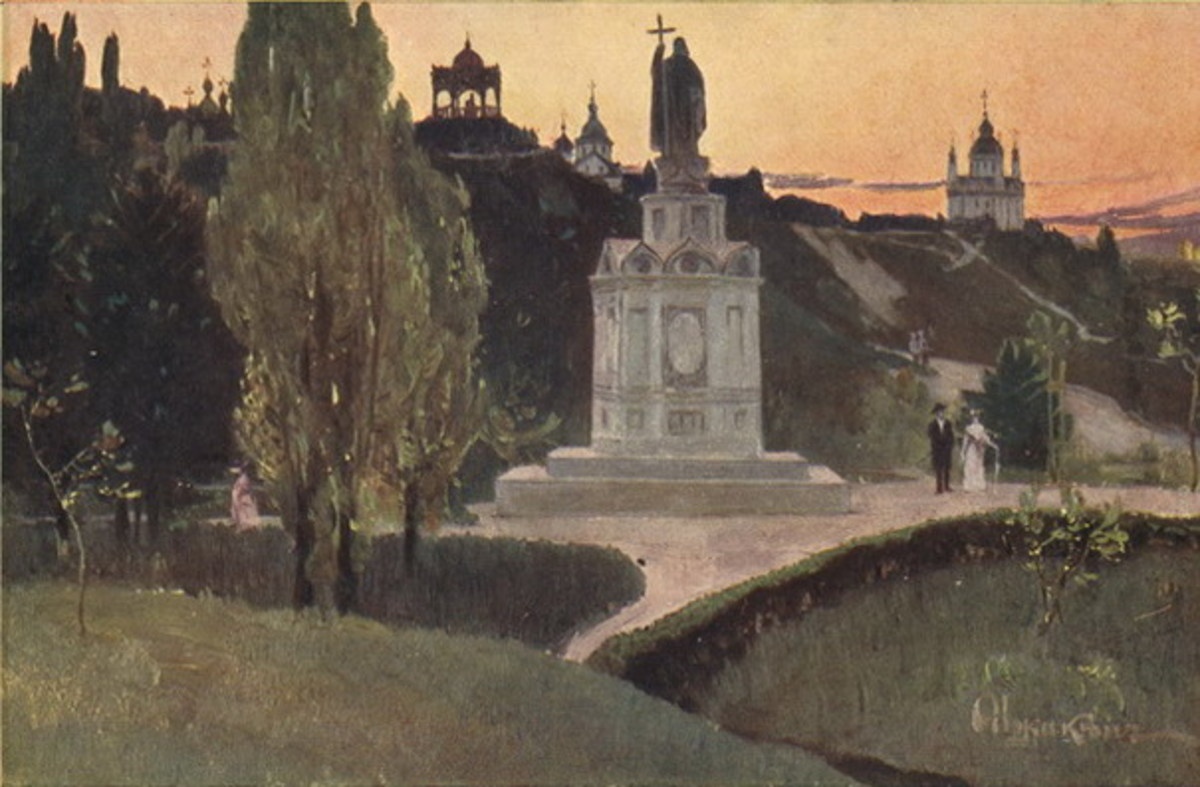
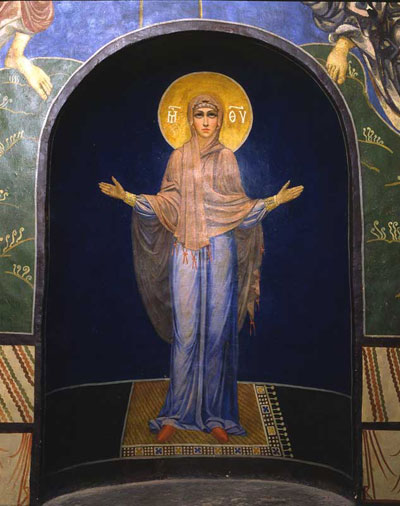
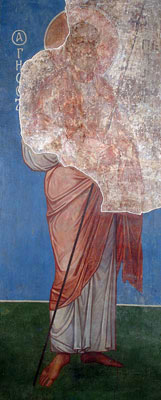
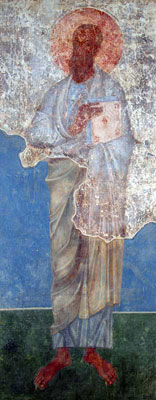
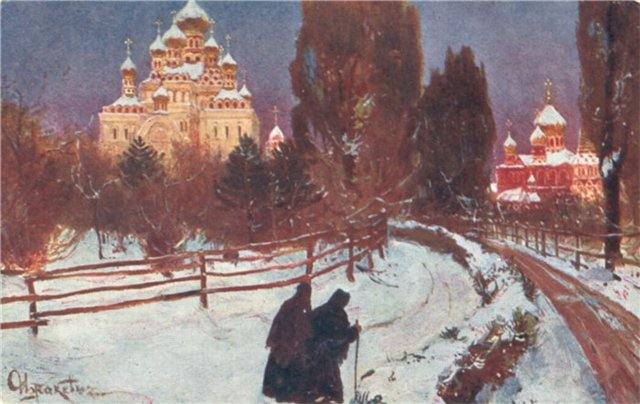